# Arhopala caesetius
Arhopala caesetius är en fjärilsart som beskrevs av Hans Fruhstorfer 1914. Arhopala caesetius ingår i släktet Arhopala och familjen juvelvingar. Inga underarter finns listade i Catalogue of Life.